# Terre de Feu
Pour les articles homonymes, voir Terre de Feu (homonymie).
La Terre de Feu (en espagnol : Tierra del Fuego) est le nom donné à l'archipel qui se trouve à l'extrême sud du continent sud-américain. Divisé entre l'Argentine et le Chili, composante de la Patagonie, il est composé d'une île principale — la grande île de la Terre de Feu, communément appelée « Terre de Feu » — et d'une grande quantité d'îles plus petites comme les îles Dawson, Navarino, Hoste et l'île des États.

## Géographie

### Localisation
Situé à la confluence des océans Atlantique à l'est et Pacifique à l'ouest, l'archipel de la Terre de Feu est limité au nord par le détroit de Magellan qui la sépare de la Patagonie argentine puis chilienne (notamment l'île Riesco et la péninsule Muñoz Gamero). Au sud, le passage de Drake sépare les îles du continent Antarctique. Seules six îles se trouvent dans l'océan Atlantique, ce sont les îles Deceit, Freycinet, Lennox, Nueva, Picton et l'île des États.
La punta Anegada est le point le plus au nord de la grande île de la Terre de Feu ainsi que de la Terre de Feu. Le cap Horn est le point le plus méridional de la Terre de Feu et de l'Amérique du Sud. L'île des États marque l'extrémité orientale de l'archipel fuégien et est séparée de la grande île de la Terre de Feu par le détroit de Le Maire. L'île Desolación constitue avec le cabo Pilar l'aboutissement occidental de l'ensemble insulaire. Ce dernier s'étend dans ses plus grandes dimensions sur plus de 400 km du nord au sud et sur plus de 740 km d'ouest en est.

### Îles principales
L'archipel est composé de plusieurs milliers d'îles, la plupart très découpées et présentant de nombreux fjords, pour une superficie totale d'environ 70 000 km2. L'île principale, la grande île de la Terre de Feu, mesure 48 100 km2. Cette île est traversée au sud et à l'ouest par la cordillère Darwin, qui culmine au mont Shipton à 2 469 m d'altitude et fait partie de la cordillère des Andes. Sur sa façade atlantique, l'île est constituée d'une grande plaine. Dans l'Ouest de l'archipel, les deux plus grandes îles sont Santa Inés et l'île Desolación. Le canal Beagle sépare la grande île des îles Hoste et Navarino.
Encore plus au sud de l'île Navarino, par delà la baie Nassau, se situe un espace insulaire composé entre autres des îles Wollaston et des îles L'Hermite. Ces dernières comportent l'île Horn, la plus méridionale, sur laquelle est situé le cap Horn.

### Frontière
L'archipel est divisé entre l'Argentine et le Chili. Plus exactement, la grande île de la Terre de feu est divisée entre le Chili à l'ouest (environ deux tiers de l'île) et l'Argentine à l'est (le tiers restant) suivant le méridien 68° 36′ 38″ Ouest depuis 1881. Le canal Beagle forme ensuite la frontière entre les deux pays. Au bout du détroit, trois îles, Lennox, Nueva et Picton, furent l'objet d'un différend territorial qui débuta vers 1840 et qui conduisit les deux pays au bord d'un conflit armé en 1978. Après médiation du Vatican, un traité fut signé le 2 mai 1985 qui assigna au Chili la souveraineté sur les trois îlots.
La partie argentine fait partie de la province de province de Terre de Feu, la partie chilienne étant partagée entre la province de Terre de Feu (Chili) (au nord) et de l'Antarctique chilien (au sud), toutes les deux dans la région de Magallanes et de l'Antarctique chilien.

## Histoire

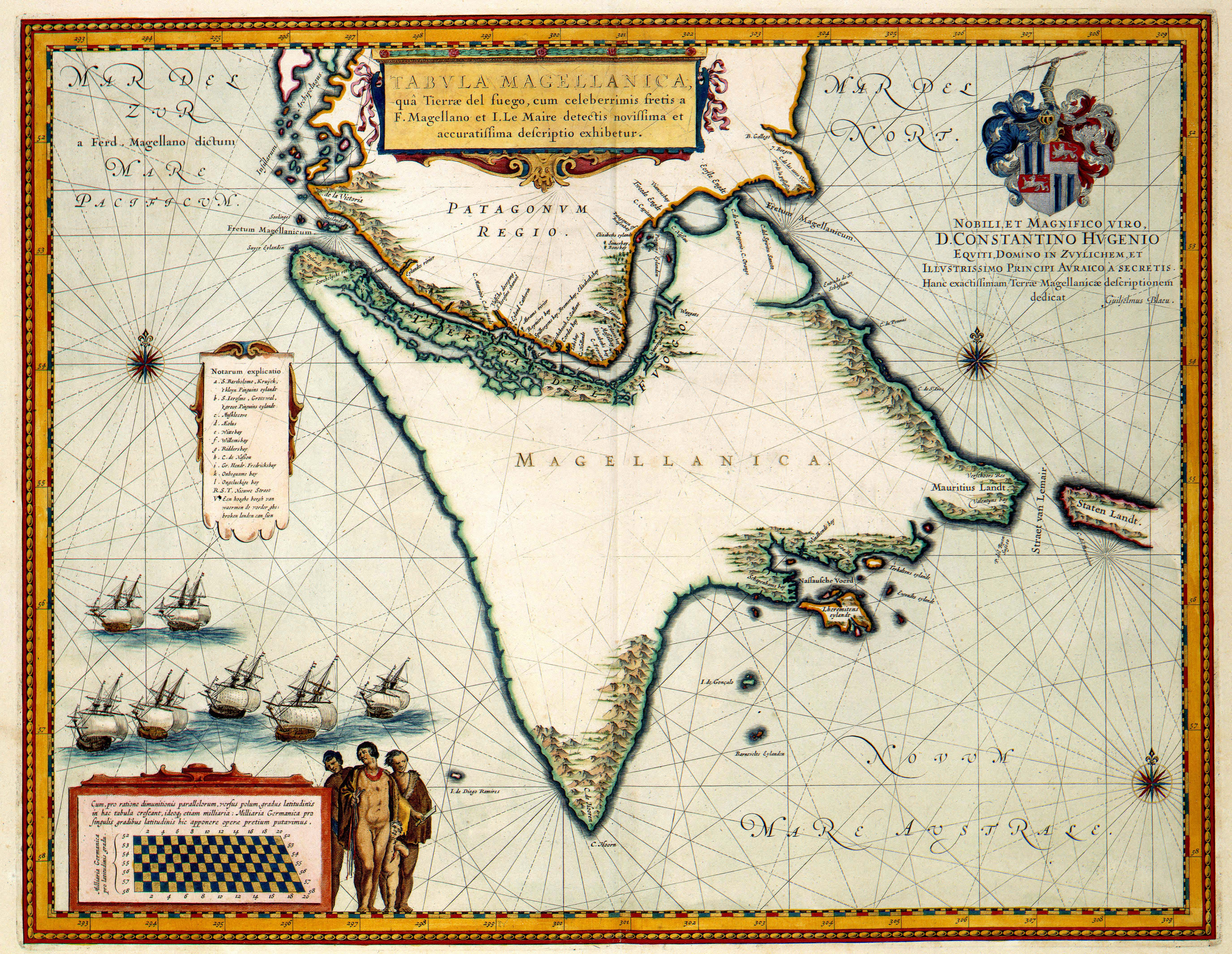
Carte de la Terre de Feu en 1635. Atlas van der Hagen, bibliothèque royale des Pays-Bas.

Avant l'arrivée des Européens, la région était habitée par des Autochtones d'Amérique depuis près de 12 000 ans. Les Selknams étaient essentiellement des chasseurs-cueilleurs, alors que les Yagans et Alakalufs étaient des pêcheurs nomades vivant dans les nombreux canaux. Ce sont d'ailleurs les feux allumés par ceux-ci, et qui étaient visibles depuis l'océan, qui donnèrent son nom à l'archipel. Les noms de Terre des Fumées et Terre des Feux furent choisis par Fernand de Magellan, capitaine de la première expédition européenne à atteindre les îles et à traverser le détroit qui porte son nom, en 1520. Le roi d'Espagne Charles Quint nommera officiellement et définitivement l'archipel Terre de Feu.
Les navigateurs supposèrent que la Terre de Feu était un continent jusqu'en 1578, quand Sir Francis Drake descendit suffisamment au sud pour être convaincu qu'elle était entourée d'eau, mais la première circumnavigation de la Terre de Feu fut effectuée par l'expédition Garcia de Nodal en 1619. Lors du premier voyage du HMS Beagle en 1830, quatre autochtones de Terre de Feu furent capturés pour être présentés devant le roi et la reine du Royaume-Uni, où ils accédèrent d'ailleurs à une relative célébrité. Les trois survivants retournèrent en Terre de Feu avec le Beagle en compagnie de Charles Darwin.
Au XIXe siècle, les Européens installés sur ces îles (éleveurs, pêcheurs, exploitants de mines d’or) y perpétrèrent de terribles massacres et transmirent des maladies, réduisant à presque rien les populations autochtones. Les missionnaires qui recueillaient les survivants ont contribué à leur déclin par déculturation et en leur transmettant des maladies exogènes.
Dans le cadre de l'année polaire internationale, la France mena une expédition scientifique en Terre de feu entre 1882 et 1883. Depuis, l'institution en zone franche, puis la découverte de gisements de gaz naturel et de pétrole ont permis un renouveau de l'économie de cette région.
C'est à partir des années 1980 que le tourisme a fortement progressé, grâce notamment à la réputation de la région pour la pêche sportive dans les rivières des estancias et à l'image de « bout du monde » dont bénéficie la Terre de Feu. De « la ville la plus australe », Ushuaïa, partent de nombreux bateaux de croisières vers le cap Horn, vers l'Antarctique, dans les canaux fuégiens. L'Estancia Haberton (la première estancia de la Terre de Feu), le Parc national Tierra del Fuego, le canal Beagle et ses îles sont aussi très visités par de nombreux touristes du monde entier.

## Climat
La Terre de Feu est divisée en deux régions climatiques : le sud, montagneux, (cordillère Darwin et mont Sarmiento) est humide et nuageux ; et le nord, steppique, est plus sec et venteux. Les différences de température, par exemple, entre Rio Grande et Ushuaïa : la température moyenne de la première qui se trouve au nord est de 10 °C alors qu'Ushuaïa au sud, est de 5 °C. Au printemps (automne austral), les températures sont douces : 20 °C la journée et entre 5 et 10 °C la nuit.
Les vents y sont d'une violence rarement constatée en d'autres parties du monde, les pluies y sont presque quotidiennes, la température moyenne varie de 0 à 5 °C pendant la saison froide (hiver austral) et de 5 à 10 °C pendant la saison chaude (été austral).

## Faune et flore
Parmi les animaux qui peuplent la Terre de Feu, on peut mentionner différentes espèces de rapaces nocturnes, de laridés (goélands, mouettes) et d'alcédinidés (martins-pêcheurs), le manchot royal, la conure magellanique, le colibri du Chili, le condor. On peut aussi mentionner le renard et le guanaco.
Le castor du Canada, introduit par l’Argentine dans les années 1940 pour développer un commerce de fourrure, a proliféré jusqu'au Chili et même jusqu'au continent[réf. nécessaire]. Il cause aujourd'hui d'importants dégâts aux forêts de l'archipel. Son éradication est étudiée par les autorités chiliennes et argentines. Vues du ciel, les immenses forêts qui bordent les cours d'eau et les lacs de la Terre de Feu présentent de grands vides qui révèlent les dégâts infligés par ces castors.
On peut observer en mer des mammifères comme les baleines, les lions de mer, les dauphins, les épaulards, les loutres et les phoques.
La Terre de Feu est également réputée pour la pêche sportive de la truite. Les forêts de la Terre de Feu offrent peu de variété, seules cinq ou six espèces de grands arbres sont connues, dont trois sont du hêtre (Nothofagus), deux variétés d'une espèce de magnolia et un genre complètement indigène de cyprès.
Depuis 2005, plus de 4 millions d'hectares ont été intégrés à la Réserve de Biosphère Cabo de Hornos, une zone protégée faisant partie du programme sur l'homme et la biosphère (MAB) de l'UNESCO.

## Démographie
Du côté argentin, sur la côte sud de l'île, et baignée par le canal Beagle, se trouve Ushuaïa, avec 81 007 habitants sur la côte atlantique se trouve la ville de Río Grande avec 98 277 habitants ; entre les deux villes se trouve Tolhuin, avec 9 879 habitants.
Du côté chilien, la plus grande ville est Porvenir, sur Isla Grande, baignée par le Détroit de Magellan, habitée par 9 707 personnes. Puerto Williams, sur l'île Navarino, sur la côte sud du canal Beagle, compte environ 1 868 habitants, puisque selon le recensement 2012 l'ensemble de Cabo de Hornos compte 3 180 habitants. Cette localité est plus au sud que Ushuaïa et son titre de ville la plus méridionale du monde est donc contesté.

### Habitants

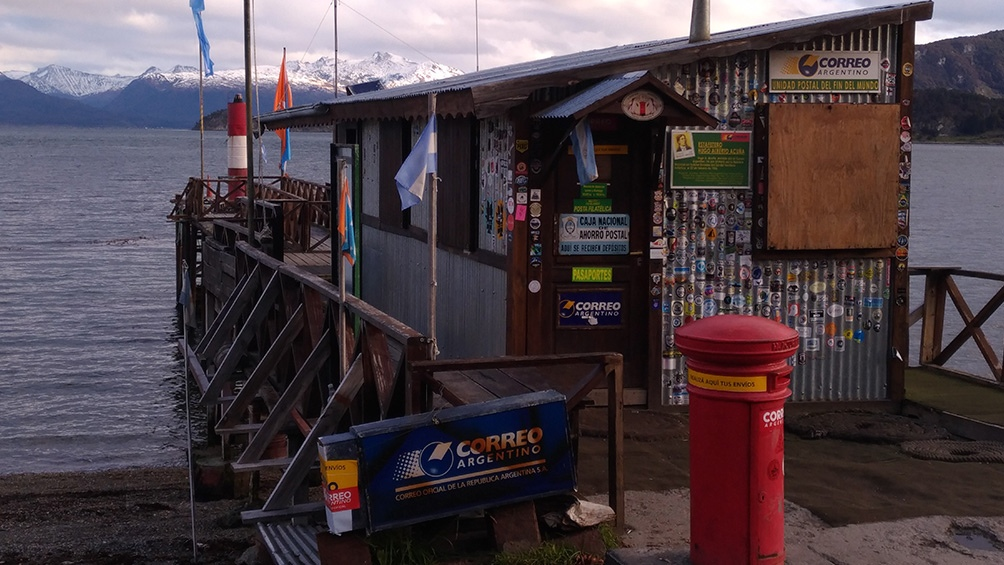
Bureau de poste de la Correo Argentino.

L'archipel de Terre de Feu est assez peu peuplé. Les premiers habitants (les fuégiens), des autochtones au mode de vie de chasseurs ou de pêcheurs, ont faillit disparaître,, de même que leur culture, du fait de génocides, de maladies importées par les colons, de l'alcoolisme et de l'appropriation de leurs terres. Avant la colonisation, quatre peuples se partageaient le territoire : à l'extrême est de la grande île, les Mánekenks ou Haush, dans le reste de cette dernière, les Onas ou Selknams, au sud du canal Beagle et dans les îles du sud, les Yagans ou Yamanas, à l'ouest et le long du Détroit de Magellan, les Alakalufs ou Kawésqars.
Du côté argentin se trouve Ushuaïa, 56 825 habitants (2010), sur la rive sud de la grande île, baignée par le canal Beagle. Sur le côté atlantique se situe la ville de Río Grande, 66 475 habitants (2010). Et entre ces deux villes, Tolhuin, un village de 2 000 habitants environ. Du côté chilien, la plus grande agglomération est Porvenir, sur la grande île, baignée par le détroit de Magellan, habitée par 5 400 personnes. Puerto Williams, sur l'île Navarino compte environ 2 262 habitants ; ce village est légèrement plus au Sud qu'Ushuaïa et de ce fait détient le titre de village le plus au sud de la planète (si on ne considère pas Puerto Toro ou les stations scientifiques de l'Antarctique comme des villages).

Distribution des populations pré-hispaniques au Chili.

## Dans les arts

### Cinéma
- Les Colons, film sorti en 2023 et réalisé par Felipe Gálvez.